# Rudolf Barbré

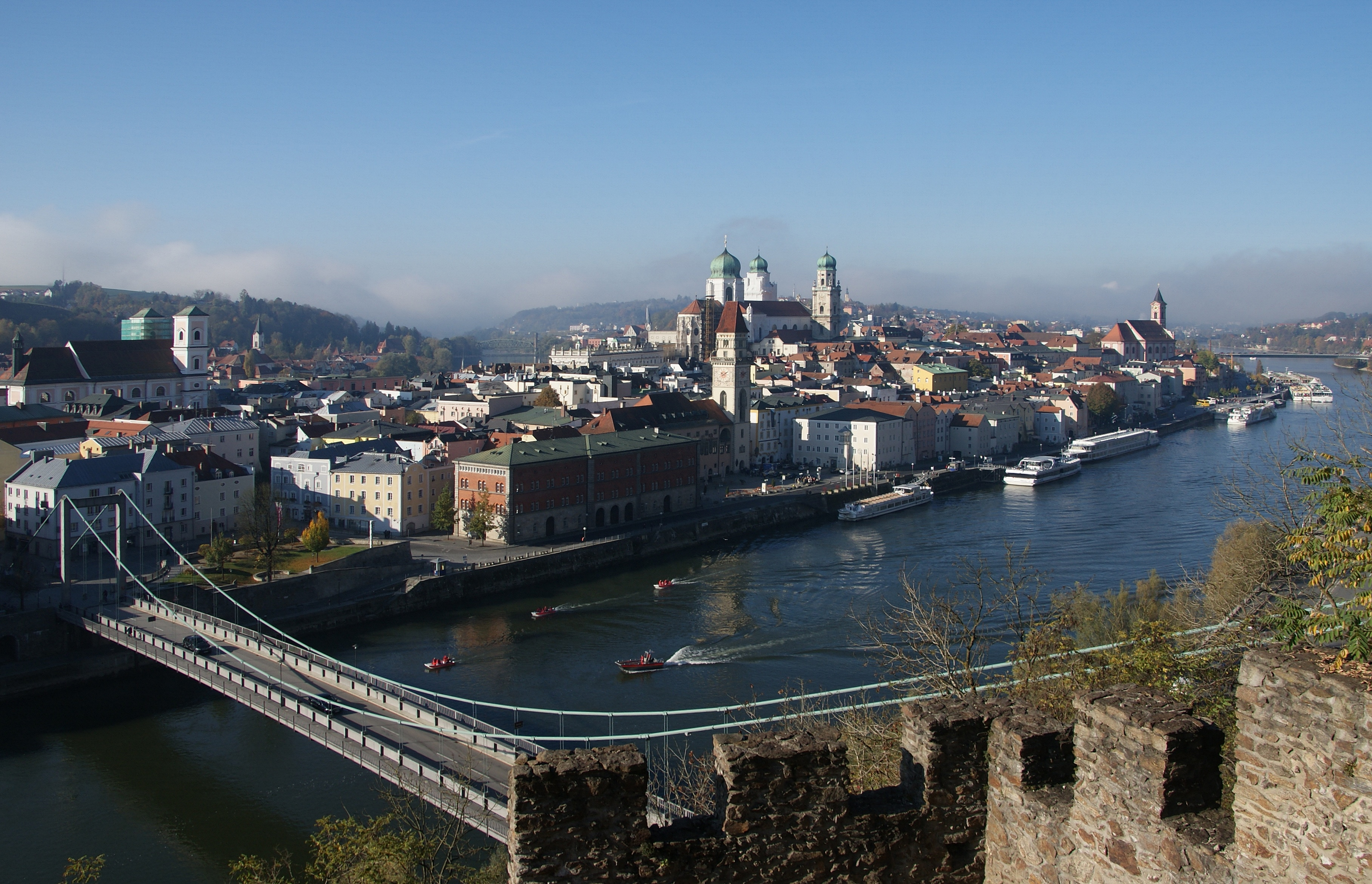
Luitpoldbrücke Passau

Rudolf Barbré (* 25. August 1907 in Hannover; † 22. Mai 1997 in Braunschweig) war ein deutscher Bauingenieur.
Barbré studierte Bauingenieurwesen an der TH Hannover mit dem Abschluss 1931. Danach arbeitete er in der Flugbahngesellschaft in Hannover an der Entwicklung des Schienenzeppelins mit (Fachwerk-Statik).  Anschließend war er Assistent bei Ferdinand Schleicher in Hannover und 1937 wurde er promoviert mit einer Dissertation über gleichmäßig gedrückte Rechteckplatten mit Längs- und Querstreifen. Noch während seiner Assistentenzeit war er vertretungsweise als Bauleiter beim Bau der Brücke über die Süderelbe in Hamburg.
Ab 1937 war er bei der Firma August Klönne in Dortmund als Statiker und später Oberingenieur und stellvertretender Abteilungsdirektor. Er ist wesentlich am Bau (und dem Wiederaufbau nach dem Zweiten Weltkrieg) der Rheinbrücke Köln-Rodenkirchen beteiligt und dem Neubau der Luitpoldbrücke in Passau. Er betreute große Brückenbauprojekte weltweit (Schweden, Lettland, Ägypten, Balkan, Indien).  Im Stahlbau befasste er sich auch viel mit Hallenbau und Stahlwasserbau. 
1955 wurde er Professor für Stahlbau an der TU Braunschweig und leitete das Institut für Stahlbau bis 1976.